# Regla de gasto
La regla de gasto, a veces referida como techo de gasto, es un mecanismo fiscal que sirve como instrumento de control del equilibrio de las finanzas públicas utilizado en España. Está regulada por la Ley Orgánica de Estabilidad Presupuestaria y Sostenibilidad Financiera. El objetivo de la regla es mantener el gasto dentro de los márgenes de ingresos habituales esperados dada una legislación tributaria.
Se ha buscado que la regla tenga un comportamiento anticíclico. Para ello, el Ministerio de Asuntos Económicos y Transformación Digital estima una tasa de crecimiento del PIB a medio plazo. El incremento permitido del gasto depende de esa tasa de crecimiento potencial y de las modificaciones tributarias que se puedan introducir. De esta manera, si los ingresos se incrementan excepcionalmente en un periodo de expansión económica a corto plazo, sin cambiar las normas tributarias, el gasto no se puede incrementar en la misma cuantía al no ser estos ingresos habituales sino excepcionales. Ese exceso de ingresos se acumula así con vistas a periodos de recesión.

## Gastos computables
No todos los gastos se tienen en cuenta. Solo los denominados gastos computables, que son los incluidos en los capítulos 1-7 de la normativa SEC, con algunos añadidos y excepciones.

## Sujeción
La Administración de la Seguridad Social, encargada del pago de pensiones de jubilación, no está sujeta a esta regla de gasto. 